# 乃縵 (特拉華州)
乃縵（英語：Naaman）是位於美國特拉華州紐卡斯爾縣的一個非建制地區。該地的面積和人口皆未知。

## 地理
乃縵的座標為39°48′43″N 75°26′38″W / 39.81194°N 75.44389°W，而該地的平均海拔高度為12米（即39英尺）。